# Qinshan Wensui
Qinshan Wensui (chiń. 欽山文邃 pinyin Qīnshān Wénsuì; kor. 흠산문수 Hŭmsan Munsu; jap. Kinzan Bunsui; wiet. Khâm Sơn Văn Thúy; ur. IX wiek) – chiński mistrz chan ze szkoły caodong.

## Życiorys
Pochodził z Fuzhou. Już jako młody człowiek został uczniem mistrza chan Zishana Huanzhonga w klasztorze chan w Hangzhou. Nieco później, razem ze swymi przyjaciółmi Yantou Quanhuo i Xuefengiem Yicunem, praktykował u mistrza chan Deshana Xuanjiana. Jednak ścisłe metody nauczania Deshana były zbyt surowe dla Qinshana, dlatego opuścił tego mistrza i rozpoczął naukę u mistrza chan Dongshana Liangjie.
Pod kierunkiem Dongshana, Qinshan urzeczywistnił Dharmę Buddy i stał się bardzo znanym nauczycielem chanu.
Qinshan spytał Deshana: „Tianhuang mówił tak, a Longtan mówił tak. Jak mówi mistrz?”
Deshan powiedział: „Dlaczego nie sprawdzisz Tianhuanga i Longtana, a wtedy zobaczysz?”
Qinshan chciał coś powiedzieć, gdy nagle Deshan uderzył go.
Qinshan wrócił do Domu Długiego Życia i powiedział: „Co słuszne, to słuszne, ale uderzenie mnie, to już za dużo.”
Yantou powiedział: „Jeśli mówisz tak jak teraz, nigdy nie zobaczysz Deshana.”
Następnie Qinshan praktykował u Dongshana i osiągnął urzeczywistnienie. Został spadkobiercą Dharmy Donghsana. Gdy miał dwadzieścia siedem lat udał się na górę Qin. I tam, siedząc przed całą kongregacją mnichów, osiągnął wielkie oświecenie. Opowiedział wtedy mnichom o swoim pierwszym spotkaniu z Dongshanem.
Dongshan spytał mnie: „Skąd przychodzisz?”
Powiedziałem: „Z góry Dazi (Wielkiego Współczucia).”
Dongshan powiedział: „Czy widziałeś Wielkie Współczucie?”
Powiedziałem: „Widziałem je.”
Dongshan powiedział: „Czy widziałeś je przed formą? Czy widziałeś je po formie?”
Powiedziałem: „Zobaczyłem je ani przed ani po formie.”
Dongshan milczał.
Następnie Qinshan [powiedział do kongregacji na górze Qin]: „Opuściłem mistrza zbyt szybko. Ja jeszcze w pełni nie urzeczywistniłem znaczenia Dongshana.”
Klasztor Qinshan znajduje się w mieście Daohe w powiecie Lixian. Został zbudowany na zachodzie góry Peng przez mistrza chan Qinshana Wensui w okresie Dade w czasach dynastii Tang.
Mnich powiedział do Qinshana: „Jest coś szczególnego w spotkaniu z tobą. Mistrzu, to powoduje wymiotowanie doktrynalnym wiatrem naszej szkoły.”
Qinshan powiedział: „Jeśli przychodzisz w pewien szczególny sposób, muszę zwymiotować.”
Mnich powiedział: „Proszę zrób to.”
Qinshan uderzył go.
Mnich milczał.
Qinshan powiedział: „Próbowanie schwytania królika poprzez czekanie na niego aż wpadnie na pniak. Niszczysz swój umysł.”
Mistrz ten występuje w 56 gong’anie z Biyan lu.

## Linia przekazu Dharmy zen
Pierwsza liczba oznacza liczbę pokoleń od Pierwszego Patriarchy chan w Indiach Mahakaśjapy.
Druga liczba oznacza liczbę pokoleń od Pierwszego Patriarchy chan w Chinach Bodhidharmy.
- 33/6. Huineng (638–713)
  - 34/7. Qingyuan Xingsi (660–740)
    - 35/8. Shitou Xiqian (700–790)
      - 36/9. Yaoshan Weiyan (751–834)
        - 37/10. Yunyan Tansheng (770–841)
          - 38/11. Dongshan Liangjie (807–869) szkoła caodong
            - 39/12. Jiufeng Puman (bd)
              - 40/13. Tong’an Wei (bd)

            - 39/12. Youqi Daoyou (bd)
            - 39/12. Tiantong Weiqi (bd)
            - 39/12. Yunju Daoying (zm. 902)
              - 40/13/1. Taekyŏng Yŏŏm (862–930) szkoła sŏngju – Korea
              - 40/13. Tong’an Daopi (bd) (także Daoying)
                - 41/14. Tong’an Guanzhi (bd)
                  - 42/15. Liangshan Yuanguan (bd)
                    - 43/16. Dayang Jingxuan (943–1027) (także Jingyan)

            - 39/12. Longya Judun (835–923)
              - 40/13. Yanqing (bd)
              - 40/13. Hanzhu (bd)

            - 39/12. Qinshan Wensui (bd)
            - 39/12. Yuezhou Qianfeng (bd)
            - 39/12. Qinglin Shiqian (bd)
            - 39/12. Sushan Kuangren (837–909)
              - 40/13. Huguo Shoucheng (bd)
              - 40/13/1. Tongjin Kyŏngbo (868–948) szkoła tongni – Korea

            - 39/12. Jingdiao Xianzu (bd)
            - 39/12. Caoshan Benji (840–901)